# Вибуховий вруб
Вибуховий вруб — штучна порожнина у вугільному або породному масиві, що створюється для полегшення його подальшого руйнування при виїмці корисних копалин або проведенні гірничих виробок шляхом висадження зарядів групи шпурів або свердловин, розташованих за певною схемою; стінки врубової порожнини служать як додаткові вільні поверхні при ініціюванні інших (розташованих у шпурах по периферії вибою) зарядів.
Вибуховий вруб — це порожнина, створена першим (із серії) вибухом заряду, щоб посилити вибухову дію наступних зарядів. 
Розрізняють такі вибухові вруби: боковий, верхній, нижній, віялоподібний, клиновий, «ножиці», лійкоподібний, призматичний, бочкоподібний, спіральний і щілинний. Схеми врубів використовують при проведенні підземних гірничих виробок і на кар'єрах.

## Різновиди вибухових врубів

Деякі типи врубів: а, б — призматичні; в, д — вертикальний клиновий одно- і двохярусний відповідно; г — горизонтальний клиновий; є — призматичний із свердловиною, що незаряджується

- боковий — односторонній вруб, який утворюється нахиленими до поверхні вибою шпурами, що спрямовані до одного з боків виробки. Застосовують при проведенні виробки біля межі покладу при чітко вираженій площині контакту або при наявності у породі вертикальної шаруватості;
- верхній — вруб, який утворюється групою похилих шпурів, які спрямовані у бік покрівлі виробки. Застосовується при проведенні горизонтальних виробок по шаруватих або тріщинуватих породах в умовах падіння шарів (тріщин) від вибою;
- нижній — вруб, який утворюється групою похилих шпурів, які спрямовані у бік підошви виробки. Застосовується при проведенні горизонтальних виробок по шаруватих або тріщинуватих породах в умовах падіння шарів (тріщин) до вибою;
- віялоподібний — вруб, утворений групою шпурів, які розташовані у одній площині і пробурений по м'якому прошарку. Застосовується при проведенні горизонтальних або похилих виробок по вугіллю з підриванням порід підошви або покрівлі;
- клиновий — двосторонній вруб, утворений декількома парами зустрічних шпурів, які сходяться і розташовуються на відстані 0,2-0,8 м один від одного, обмежуючи врубову порожнину у вигляді клину. В.в. клиновий вертикальний застосовують у виробках значної ширини, особливо при вертикальній шаруватості порід. В.в. клиновий горизонтальний має горизонтальне розташування клину і застосовується при проведенні виробок невеликої ширини.
- «ножиці» — різновид горизонтального клинового врубу. Утворюється тільки двома зустрічними шпурами, які розташовані у різних паралельних площинах. Проєкції шпурів повинні перетинатися. Застосовується у міцних монолітних породах.
- лійкоподібний — різновид пірамідального врубу, має велику кількість шпурів, які розташовані по колу. Застосовують у породах високої міцності, особливо при проходці шахтних стовбурів;
- призматичний — прямий симетричний вруб, утворений центральним незарядженим шпуром і декількома паралельними зарядженими шпурами, які розташовані по кутах трикутника, чотирикутника або шестикутника. Центральний шпур може бути замінений свердловиною, яка підвищує ефективність вибуху. У породах високої в'язкості збільшують кількість незаряджених шпурів, стінки яких слугують додатковими боковими поверхнями;
- бочкоподібний — прямий симетричний вруб, утворений центральним шпуром і групою паралельними йому шпурів, які розташовані по колу. Центральний шпур є незарядженим — його стінки слугують додатковою відкритою поверхнею для заряджених врубових шпурів. Застосовують у виробках будь-якої площі перетину незалежно від геологічних особливостей;
- спіральний — прямий несиметричний вруб, утворений незарядженим шпуром (свердловиною) і декількома зарядженими шпурами, які висаджуються послідовно і розташовані на поступово зростаючій відстані (по спіралі) від центрального;
- щілинний — прямий вруб, утворений декількома шпурами, розташованими на одній лінії. Частину шпурів залишають незарядженими, їх стінки утворюють додаткові відкриті поверхні, в бік яких спрямована дія вибуху зарядів інших врубових шпурів. Утворена вибухом врубова порожнина має вигляд щілини.